# Aloe lateritia
Aloe lateritia är en grästrädsväxtart som beskrevs av Adolf Engler. Aloe lateritia ingår i släktet Aloe och familjen grästrädsväxter.

## Underarter
Arten delas in i följande underarter:
- A. l. graminicola
- A. l. lateritia

## Bildgalleri

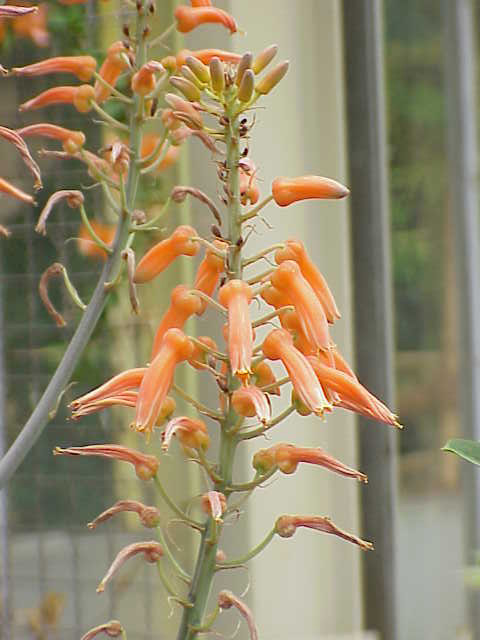
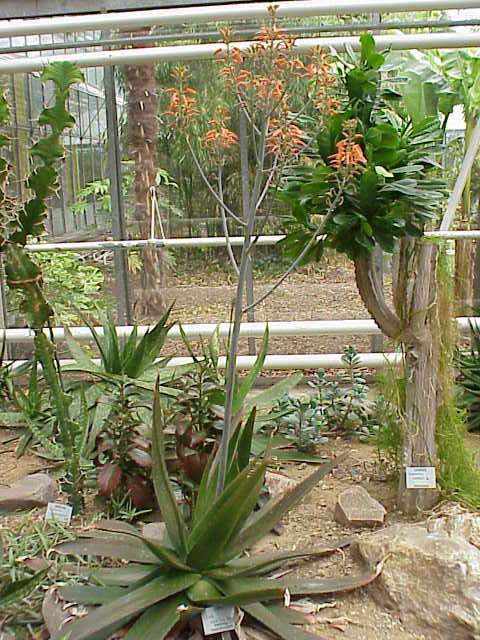